# Darius Vâlcov
Darius Bogdan Vâlcov (n. 25 martie 1977, Slatina, Olt, România) este un fost politician român condamnat la 6 ani de închisoare pentru trafic de influență și spălare de bani. A fost extrădat din Italia și adus în România în 14 august 2023, în vederea ispășirii acestei pedepse. .
A fost senator de Olt între 2012 și 2015 și primar al municipiului Slatina între 2004 și 2012, reprezentând Partidul Democrat Liberal (PDL). Din 2012 s-a înscris în Partidul Social Democrat (PSD).
Între 2000 și 2004, Vâlcov a lucrat ca director general al sucursalei din Slatina a Băncii Populare Române pentru Dezvoltare, iar în 2004 a fost director economic al SC Octogon SRL. Din august până în decembrie 2014 a fost ministru delegat pentru Buget, iar din decembrie 2014 până în martie 2015 a fost ministru al Finanțelor Publice.

## Educație
A urmat între anii 1991 și 1995 cursurile Liceului Teoretic „Radu Greceanu” din Slatina, studiind într-o clasă cu profil real (matematică–fizică). Vâlcov este licențiat atât în Drept, la Universitatea Spiru Haret din București, cât și în Științe Economice, la ASE. În 2008 a susținut teza de doctorat la Facultatea de Finanțe, Asigurări, Bănci și Burse de Valori din cadrul Academiei de Științe Economice din București. Potrivit unei analize PressOne, peste 100 din cele 212 pagini ale tezei sunt plagiate.

## Activitate politică
Vâlcov este din 2012 membru al PSD, el fiind din 2000 membru al PD, ulterior PDL și președinte al filialei PDL Olt. Între 2004 și 2012, cât a activat în PD, devenit PDL, Vâlcov a fost primar al municipiului Slatina, ales în două mandate consecutive. După căderea Guvernului condus de Emil Boc, în 2012, Darius Vâlcov a demisionat din PDL și a pierdut mandatul de primar. La alegerile din iunie 2012, Darius Vâlcov a fost reales primar al Slatinei cu peste 80% din voturi, dar a renunțat la funcție câteva luni mai târziu, respectiv în decembrie 2012, când a fost ales senator de Olt din partea PSD. Ca ministru al Finanțelor, acesta a susținut impozitul pe gospodărie și schimbările din salarizarea unică. De asemenea, a susținut reducerile de taxe, care au fost operate de Guvernul Ponta începând cu 2015: reducerea TVA la alimente la 9%, și din 2016, reducerea TVA de la 24% la 20%.
A ocupat funcția de ministru de finanțe în perioada 14 decembrie 2014-15 martie 2015 în Guvernul Victor Ponta.
Arestat preventiv pentru trafic de influență, spălare de bani și operațiuni financiare sau acte de comerț incompatibile cu funcțiile de primar, senator și ministru, Darius Vâlcov a demisionat în mai 2015 din Senatul României și PSD Olt. În timpul campaniei din 2016, Vâlcov a fost co-autorul programului de guvernare al PSD. În vara lui 2017, Vâlcov a realizat raportul de evaluare ce a stat la baza căderii cabinetului Grindeanu, care a fost acuzat de nerespectarea programului de guvernare. Pe 30 ianuarie 2018, a fost numit în funcția de consilier de stat în cadrul aparatului propriu de lucru al prim-ministrului Viorica Dăncilă.

## Dosare penale

### Corupție
Pe 21 mai 2015, Darius Vâlcov a fost trimis în judecată de DNA pentru trafic de influență, spălare de bani și operațiuni financiare sau acte de comerț incompatibile cu funcțiile ocupate de acesta. Potrivit rechizitoriului DNA, în 2009, omul de afaceri Theodor Berna l-a contactat pe Darius Vâlcov, atunci primar al municipiului Slatina, căruia i-a propus să intervină la SC Compania de Apă Olt SA pentru ca firma sa să câștige licitații de lucrări pentru obiective din Slatina, Scornicești, Piatra-Olt și Drăgănești, iar în schimb să îi dea 20% din valoarea sumelor încasate conform contractelor de execuție a acelor lucrări.
În acest dosar, în 2023, Darius Vâlcov a primit o condamnare definitivă de 6 ani de închisoare pentru trafic de influență și spălare de bani. În 3 mai 2023 Poliția Română l-a dat în urmărire generală.
Pe 26 noiembrie 2015 Darius Vâlcov a fost trimis în judecată într-un al doilea dosar de Direcția Națională Anticorupție pentru săvârșirea infracțiunilor de luare de mită și trafic de influență. Pe 15 martie 2023 Curtea de Apel Craiova a inchis definitiv acest dosar ca urmare a intervenirii prescripției.
Pe 28 iulie 2017 Darius Vâlcov a fost trimis în judecată într-un al treilea dosar de Parchetul de pe lângă Tribunalul Olt pentru instigare la dare de mită și instigare la luare de mită privind mituirea unor funcționari de la Oficiul de Cadstru. Pe 18 noiembrie 2021 Curtea de Apel Craiova l-a achitat definitiv pe Darius Vâlcov în acest dosar. Denunțătorii săi din acest dosar au primit câte 4 milioane de lei prin programul 4.1.1 în anul 2023.

### Alte dosare
Pe 24 august 2018, Parchetul General s-a autosesizat și a deschis un dosar pentru neglijență în păstrarea informațiilor secrete de stat, infracțiune prevăzută de articolul 305 din Codul penal, după ce Darius Vâlcov a postat pe pagina sa de Facebook un Protocolul de colaborare între SRI și Parchetul de pe lângă Înalta Curte de Casție și Justiție, referitor la „cooperarea pentru îndeplinirea sarcinilor ce le revin”, încheiat în decembrie 2016. Pe 3 mai 2020 DIICOT a decis renunțarea la urmărirea penală în cazul lui Darius Vâlcov în acest dosar.

## Viață personală
Darius Vâlcov s-a căsătorit în mai 2005 cu Lavinia Șandru, de care a divorțat în mai 2016. Împreună au o fetiță, Sara Gabriela, născută în noiembrie 2006.